# Klaus Hermann
Klaus Hermann (* 1972 in Münster) ist ein deutscher Versicherungskaufmann und zweifacher deutscher Meister im Taekwondo.
Er wurde durch seinen Sieg bei der Spielshow Schlag den Raab im Oktober 2011 überregional bekannt.

## Leben
Hermann wuchs an der Hogenbergstraße in Berg Fidel auf und besuchte von 1982 bis 1988 die Geistschule im Geistviertel. Später lebte und arbeitete er in Mesum.
Nach absolvierter Ausbildung zum Versicherungskaufmann arbeitete Hermann bis 1998 als Kundenberater und Agenturinhaber bei der Westfälischen Provinzial Versicherung. Nach seinem Wechsel zur Allianz arbeitete er in unterschiedlichen Vertriebsfunktionen. 2007 wurde er Generalvertreter der Allianz. Seit Oktober 2019 ist er als Versicherungsmakler aktiv und Geschäftsführer der KH Versicherungen GmbH in Münster. Zudem trat er zwischen 1997 und 2016 Jahre regelmäßig als Comedian und Kabarettist auf. 
Er gewann neben verschiedenen Landesmeistertiteln die deutsche Meisterschaft im Taekwondo in den Jahren 1999 und 2000. Beim SC Preußen Münster spielte er Fußball und gründete 2007 den Fußballverein SW Münster 07. Seine Autobiografie Das reicht für zwei veröffentlichte Hermann im April 2010. Im August 2019 veröffentlichte er sein zweites Buch Ich bin kein Klinkenputzer – Eine Liebeserklärung an die Versicherungsbranche. Im März 2022 sammelte Hermann mit seiner 12-tägigen Wanderung über knapp 100 Kilometer durch den Darién Gap im Dschungel des Grenzgebiets zwischen Panama und Kolumbien Geld für Klimaschutzprojekte.
Am 15. Oktober 2011 nahm Hermann an der 31. Ausgabe der Spielshow Schlag den Raab teil und gewann dabei den Jackpot in Höhe von einer halben Million Euro. Zuvor nahm Hermann bei Star Search auf Sat1 teil und erreichte dort das Halbfinale der Live Show.
Hermann ist verheiratet und hat vier Kinder.

## Schriften
- Das reicht für zwei. Heimspiel Verlag, 2010.
- Ich bin kein Klinkenputzer. VVW Verlag, 2019.